# 東英樹
東 英樹（ひがし ひでき、1966年10月5日 - ）は、青森県青森市出身のバスケットボール選手・指導者・解説者である。現在はWリーグ・新潟アルビレックスBBラビッツのヘッドコーチ。息子はバスケットボール選手の東宏輝である。

## 人物
青森県立青森高等学校から筑波大学に進み、シックスマン（スーパーサブ）として活躍。全日本学生選手権2位の成績を残す。
卒業後は、三井生命ファルコンズ。 当時の監督は後のbjリーグコミッショナーの河内敏光。河内監督の下、大学時代同様シックスマンとして活躍し、1992年度全日本実業団選手権大会優勝、1993年度全日本総合選手権大会2位、 1994 年度全日本総合選手権大会3位の成績を残す。 
1995年に現役引退。引退後は筑波大学男子バスケットボール部のアシスタントコーチを経て、 若干29歳で三井生命女子のヘッドコーチに就任。アトランタ五輪7位に貢献した全日本代表が数多く所属するシャンソン化粧品やジャパンエナジー（現JX）と同じリーグで 、5年間ヘッドコーチを務める。全日本実業団選手権大会3位が最高成績。WJBL選抜チームのアシスタントコーチとして、フランス・トゥールーズ国際大会にも参加。
5年間ヘッドコーチを務めた後、三井生命の営業部門に人事異動。バブルが弾け会社もリストラが行われている中、35 歳でヘッドコーチから営業部門の一番下位の役職である研修主幹に。5年間必死に仕事をし、最終的には50名近くの営業職員を抱える統括営業部長に。 バスケットボール選手・指導者としての実績と保険会社の営業部長としての経験が、東を「オールマイティ」なビジネスマンへ と成長させる。 
そんな折、既に日本初のプロバスケットボールリーグ「bjリーグ」を創設し始動させていた河内コミッショナーから「社会貢献事業を立ち上げるので手伝ってほしい。」と誘われる。 その誘いがきっかけとなり、退路を断って株式会社日本プロバスケットボールリーグ（bjリーグ）に転職。
2011年9月にbjリーグアカデミー代表理事、同11月に株式会社日本プロバスケットボールリーグ取締役に就任。2014-2015シーズンよりbjリーグのネーミングライツスポンサーになったターキッシュエアラインズは、東が社会貢献事業の一環として子供たちをトルコ・イスタンブールまで連れて行ったのがきっかけになった。
2015年11月23日から28日に東京で開催された第67回全日本大学バスケットボール選手権大会において筑波大学女子バスケットボール部を優勝に導く。
2016年9月1日付で日本プロバスケットボールリーグ代表取締役社代表取締役社長就任。
現在は、Wリーグ所属新潟アルビレックスBBラビッツHCとしてチームを牽引。また、名古屋学院大学男女バスケットボール部のアドバイザリーコーチとして大学生への指導をはじめ、バスケットボールジャパンアカデミー代表理事として日本のバスケットボールの育成・発展の為に活躍している。

## 社歴
- 1989年 4月 ： 三井生命保険相互会社入社
- 2007年 4月 ： 株式会社日本プロバスケットボールリーグ入社
- 2011年 9月 ： 一般社団法人bjリーグアカデミー理事長就任（ 現 一般社団法人バスケットボールジャパンアカデミー）
- 2011年12月 ： 株式会社日本プロバスケットボールリーグ取締役就任
- 2016年 9月 ： 株式会社日本プロバスケットボールリーグ代表取締役社長就任(現 株式会社バスケットボールジャパン)

## 選手歴
- 1982年度 - 1985年度  青森高校男子バスケットボール部
- 1985年度 - 1988年度  筑波大学男子バスケットボール部
- 1986年度 全日本学生選手権3位
- 1987年度 全日本学生選手権2位
- 1989年度 - 1994 年度 三井生命(日本リーグ)
- 1992年度 全日本実業団選手権大会優勝
- 1993年度 全日本総合選手権大会2位
- 1994年度 全日本総合選手権大会3位

## コーチ歴
- 1995年度 - 1996年度 ： 筑波大学男子バスケットボール部アシスタントコーチ
- 1996年度 - 2000年度 ： 三井生命女子ヘッドコーチ(日本リーグ1部/Wリーグ)
- 2014年度 - 2017年度 ： 筑波大学女子バスケットボール部コーチ兼アドバイザー （2015年　第67回全日本大学バスケットボール選手権大会優勝)
- 2018年度 -  　　　　　： 名古屋学院大学男女バスケットボール部男女アドバイザリーコーチ
- 2024年度 -  　　　　　： 新潟アルビレックス BB ラビッツヘッドコーチ(Ｗリーグ)
- 2000年度 ： WJBL選抜チームアシスタントコーチ（フランストゥールーズ国際大会参加）
- 1995年度 - 2007年度 ： 日本ミニバスケットボール連盟主催ミニバスケットボール教室専任講師
- 2001年度 - 2002年度 ： 日本オリンピック委員会強化スタッフスポーツコーチ
- 2005年度 - 2008年度 ： 日本クラブバスケットボール連盟普及強化委員
- 2007年度 - ： bjリーグアカデミー 校長　(現 バスケットボールジャパンアカデミー)

## ＧＭ歴
- 2019 - 2020 ：サンロッカーズ渋谷 ＧＭ(2020年天皇杯 全日本バスケットボール選手権大会優勝)
- 2020 - 2022 ：三遠ネオフェニックス ＧＭ
- 2022 - 2024 ：新潟アルビレックスBB ＧＭ